# Southern Shores
Southern Shores is een plaats (town) in de Amerikaanse staat North Carolina, en valt bestuurlijk gezien onder Dare County.

## Demografie
Bij de volkstelling in 2000 werd het aantal inwoners vastgesteld op 2201.
In 2006 is het aantal inwoners door het United States Census Bureau geschat op 2634, een stijging van 433 (19.7%).

## Geografie
Volgens het United States Census Bureau beslaat de plaats een oppervlakte van
10,7 km², waarvan 10,5 km² land en 0,2 km² water.

## Plaatsen in de nabije omgeving
De onderstaande figuur toont nabijgelegen plaatsen in een straal van 32 km rond Southern Shores.